# Verbos débiles en lenguas germánicas
En las lenguas germánicas, los verbos débiles son la categoría más larga de lejos y, por ende, se consideran lo normal (verbos regulares). Se distinguen de los verbos fuertes por el hecho de que su forma del tiempo pasado se señala por una flexión que contiene un sonido de /t/, /d/, o /ð/ (como I walk y I walked en inglés (camino y caminé)), en lugar de cambiar la vocal radical del verbo (como I rise y I rose en inglés (levanto y levanté)).
Mientras los verbos fuertes forman el grupo más antiguo en las lenguas germánicas, proveniente del protoindoeuropeo, los verbos débiles surgieron como una innovación del idioma protogermánico. Originalmente, los verbos débiles consistían de nuevos verbos acuñados de sustantivos preexistentes (por ejemplo, el sustantivo nombre se convirtió al verbo nombrar), o acuñados de verbos fuertes para expresar un sentido de causar la acción denotada por el verbo fuerte (por ejemplo, el verbo fuerte to rise se convirtió al verbo débil to raise). 
No obstante, en el curso del tiempo, los verbos débiles se han convertido a la forma normal de verbos en todos las lenguas germánicas, con la mayoría de verbos fuertes reclasificada como verbos débiles. Por ejemplo, en inglés antiguo, el verbo lock (cerrar con llave) era (lūcan, un verbo fuerte con una forma presente de ic lūce (yo cierro) y una forma pasada de ic lēac (yo cerré), pero ahora este verbo es débil. Esta transición continúa hoy en día en lenguas germánicas como el inglés. Por ejemplo, el verbo to cleave (adherirse) actualmente existe en una forma fuerte y conservadora (con la forma pasada I clove) y una forma débil e innovadora.

## Descripción general
En las lenguas germánicas, los verbos débiles son los que forman sus pretéritos y participios pasados mediante un sufijo de una consonante dental que contiene /t/, /d/, o un sonido similar (Para comparar idiomas, se refiere estas consonantes como dentales aunque en algunos idiomas, incluyendo la mayoría de variedades del inglés, /t/ y /d/ son consonantes alveolares). En todas las lenguas germánicas, la forma del pretérito y el participio pasado de verbos débiles son formadas de la misma raíz. 
|                    | Infinitivo       | Pretérito |
| ------------------ | ---------------- | --------- |
| Inglés (regular)   | to love (amar)   | loved     |
| Inglés (regular)   | to laugh (reír)  | laughed   |
| Inglés (irregular) | to say (decir)   | said      |
| Inglés (irregular) | to send (enviar) | sent      |
| Inglés (irregular) | to buy (comprar) | bought    |
| Inglés (irregular) | to set (poner)   | set       |
| Alemán             | lieben (amar)    | liebte    |
| Alemán             | bringen (llevar) | brachte   |

Históricamente, la pronunciación del sufijo en la gran mayoría de verbos débiles (todas de las cuatro clases) era [ð], pero muchas fuentes que discuten el idioma protogermánico la deletrean como ⟨d⟩ por costumbre. En las lenguas germánicas occidentales, el sufijo se endureció a ser [d], pero continuó como una consonante fricativa en otras lenguas tempranas de la familia germánica (como gótico y muy a menudo nórdico antiguo).
En inglés, el sonido dental es  /d/ después de una consonante sonora (como loved) o una vocal (laid),  /t/ después de una consonante muda (laughed), y /ɪd/ después de las propias consonantes dentales/alveolares, /t/ y  /d/. Aunque en inglés se escriben ⟨ed⟩, sin importar la pronunciación, con algunas excepciones y de algunos verbos de ortografía irregular.
En neerlandés, /t/ y /d/ son distribuidos en la misma forma que el inglés, siempre que haya una vocal a continuación. Cuando no hay una vocal a continuación, el ensordecimiento final causa una pronunciación de /t/ en todos los casos. Sin embargo, el neerlandés sigue distinguiendo la ortografía ⟨d⟩ y ⟨t⟩, aún en la posición final, según una regla que se llama ‘t kofschip. 
En afrikáans, que proviene del neerlandés, el pretérito ha caído completamente en desuso, y se indica el participio pasado con solo el prefijo ge-. Por ende, el sufijo ha desaparecido junto con las formas que lo había contenido originalmente. 
En alemán, la terminación dental es siempre /t/ y siempre se escribe como ⟨t⟩ debido a la segunda mutación consonántica (d>t). 
En bajo alemán, la terminación dental en el pretérito era originalmente /d/ o /t/ según la raíz del verbo. No obstante, la terminación cayó en desuso, a comienzos del siglo XVII cuando el pretérito era escrito con la terminación -er representando el sonido [ɐ] lo que ya era el último remanente de la forma anterior de las terminaciones -de y -te del bajo alemán medio. Hoy, solo los verbos del bajo alemán que mantienen una huella de la terminación dental son leggen, que tiene la forma pretérito de leed, y el verbo hebben que tiene el pretérito harr con la terminación vieja de -r del sonido dental de bajo alemán medio. 
En islandés la consonante dental era originalmente una fricativa dental sonora /ð/. Se preserva así después de vocales, fricativas sonoras, y /r/, pero se ha convertido en una consonante oclusiva /d/ después de consonantes nasales y /l/. Se ha desonorizado a /t/ después de consonantes sordas y en otros casos (en la mayoría de textos del nórdico antiguo, esta alternancia ya existía en raíces pesadas, pero las ligeras preservan /ð/). Además, el contraste de sonoro/mudo entre /d/ y /t/ ha sido reemplazado por un contraste de aspiración en el islandés moderno, lo que tal vez no se haya alcanzado, fonéticamente dicho, en todas las posiciones relevantes. 
El noruego antiguo era parecido al islandés, pero el fonema /ð/ intervocálico desapareció finalmente. En los verbos en los que permanece, la consonante dental es /d/ o /t/, dependiendo de la conjugación y el dialecto. Se escribe en conformidad con el sonido. En nynorsk, puede ser diferente en la forma pretérita y en el participio pasado. 
El sueco se parece al noruego, pero permanece la consonante dental en la ortografía, aún entre vocales. Algunas ortografías informales indican una consonante dental perdida como en la palabra sa (dicho) de la ortografía estándar, sade.

#### Verbos de Clase I
Los verbos de Clase I constituyen tres clases en protogermánico. 

##### Clase I, subclase (i)
Esta clase de verbos es pequeña y no usa un sufijo en sus formas presentes y pasadas (aparte del -d- o -t- de todos los verbos débiles). Esta clase consiste en solo tres miembros. 
1. *bringaną "llevar," pretérito: *branht-. Este verbo seguía así en todos sus descendientes, aunque una raíz alternativa, *brangij- aparecía a veces en algunas de las lenguas germánicas occidentales (por ejemplo, brenġan en inglés antiguo).
2. *brūkaną "usar," pretérito: *brūht-. Este verbo era propenso a moverse a otras clases. Por ejemplo, en gótico, este verbo se cambió a la subclase (ii) de la Clase I (brūkjan, pretérito brūhta), mientras en inglés antiguo se convirtió en un verbo fuerte de la Clase II (brūcan, pretérito brēac < *brauk).
3. *būaną "radicar," pretérito *būd-. Este verbo seguía así en la mayoría de sus descendientes pero se convirtió en un verbo débil de la Clase III bauan en gótico.

##### Clase I, subclase (ii)
Una clase pequeña de verbos tenía el sufijo -j- en su forma presente y ningún sufijo en su forma pretérita. Esta clase tenía solo cinco miembros en protogermánico. 
1. *bugjaną "comprar," pretérito *buht-
2. *sōkijaną "buscar," pretérito *sōht- (con una subclase regularizada (iii) en el pretérito sōkida en gótico)
3. *þankijaną "pensar," pretérito *þanht-
4. *þunkijaną "parecer," pretérito *þunht-
5. *wurkijaną "trabajar," pretérito *wurht-

Se decía que los verbos de esta clase experimentaron el proceso de rückumlaut (umlaut inverso) en pretérito porque el umlaut que ocurría en el tiempo presente (causado por la -j-) se deshacía o “invertía” en el pretérito (debido a la ausencia de la raíz que desencadena la -i- de la subclase (iii)) lo que lleva a una vocal no umlautada en el pretérito.
Estos verbos también tienen alteraciones entre las consonantes y vocales entre sus formas del presente y pretérito debido a cambios regulares de sonidos, pero que resultan en formas impresionantemente diferentes en lenguas germánicas históricas (por ejemplo, el verbo inglés think y su pretérito thought). En concreto:
- Hay una alternancia entre -k- y -g- en el presente y -h- en el pretérito, causado por la -t- del sufijo del pretérito. Antes de la operación de la Ley de Grimm, la consonante de la raíz era -g- o -gʰ-. Antes de la consonante -t-, se desonorizaba la consonante a -k- por la asimilación fonética y se convertía a -h- por la Ley de Grimm. Esta alternancia se llama a veces Primärberührung.
- La -n- antes de -h- se desaparecía después de nasalizar la vocal anterior. Cuando la -n- desaparecía, la vocal se alargaba por el proceso de alargamiento compensatorio.
- La -u- bajaba a -o- en el pretérito debido a una mutación de A porque las vocales siguientes siempre no altas.

Esta clase permaneció pequeña en gótico, pero se expandió significativamente en los otros idiomas. 
- En nórdico antiguo, todos los verbos de raíz corta (verbos con una vocal corta seguida por a lo sumo una consonante o vocal larga seguida por ninguna consonante) parecían moverse a esta clase, indicado por un sufijo, -i-. No obstante, podría ser debido a un cambio regular de sonido que eliminó vocales cortas, no acentuadas, y no finales que venían después de una raíz corta antes del proceso de umlaut.
- En alto alemán antiguo, los verbos de raíces cortas terminados en -zz (-tz), -pf, -ck (una raíz protogermánica terminada en *-t, -p, -k), y opcionalmente los que terminados en -ll, se unen a esta clase. Por ejemplo, zellen "decir," < *taljan, pretérito zalta, zelita. Una cantidad de verbos de raíz larga también se unen a esta clase, por ejemplo brennen "quemar," pretérito branta; wenten "girar" pretérito wanta.
- En inglés antiguo y otras lenguas germánicas occidentales, varios verbos que terminaban en -c(c)- y -ll- se unieron a esta clase. Por ejemplo, en inglés antiguo:
  - *cweccan "agitar" < *kwakjan, pretérito cweahte < *kwaht-
  - dreccan "aquejar," pretérito dreahte
  - læccan "agarrar," (basado en la forma más temprana *lǣcan?), pretérito lǣhte
  - leccan "humedecer," pretérito leahte
  - rǣcan "alcanzar" < *raikjan, pretérito rǣhte, rāhte < *raiht-
  - reccan "narrar," pretérito reahte
  - reccan "cuidar a" (basado en la forma más temprana *rēcan?), pretérito rōhte
  - tǣcan "enseñar," pretérito tǣhte, tāhte
  - streccan "estirarse," pretérito streahte
  - þeccan "cubrir," pretérito þeahte
  - weccan "despertar," pretérito weahte
  - cwellan "matar" < *kwaljan, pretérito cwealde < *kwald
  - dwellan "radicar," pretérito dwealde
  - sellan "dar, vender," pretérito sealde
  - stellan "colocar," pretérito stealde
  - tellan "decir," pretérito tealde

En inglés antiguo tardío, más verbos en -can se incluían en esta clase por analogía, pero mantenían el umlaut como en bepǣcan "engañar,"pretérito bepǣhte, más temprano bepǣcte, o wleccan "calentar," pretérito wlehte, más temprano wlecede. Al mismo tiempo, se modificaron los verbos en -ccan para seguir el mismo patrón, como muestra la forma nuevo del pretérito cwehte junto con la forma más temprano cweahte.

##### Clase I, subclase (iii)
Una clase larga de verbos tenía el sufijo -j- en el presente y -i- en el pretérito, por ejemplo satjan "ponerse" en gótico (settan en inglés antiguo) y sandjan "enviar" (inglés antiguo sendan). Como se muestra en cognados del inglés antiguo, la -j-:
- Produjo el umlaut de la vocal raíz en idiomas aparte del gótico.
- Causó la geminación germánica occidental en las lenguas germánicas occidentales y en verbos de raíces cortas que terminaban en una consonante aparte de -r-.
- Resultó en la palatalización de consonantes velares precedentes en inglés antiguo.
- Permaneció en gótico y sajón antiguo, pero desapareció en las otras lenguas: en verbos de raíces largas en nórdico antiguo y en todos los verbos excepto por esos que terminaban en -r- en las otras lenguas germánicas. (En alto alemán antiguo, se desvió de*-jan a *-jen antes de desaparecer, dejando un sufijo -en. Este fenómeno, que se parece al umlaut normal de a en sílabas precedentes a j, es aun así distinto y tenía que ocurrir luego porque la desaparición de la j también causó el umlaut.)

Esta clase se dividía en dos subclases en todas las lenguas germánicas antiguas, con una que consistía de verbos de raíces cortas y otra de raíces largas. La distinción entre las dos clases era originalmente debido a la Ley Sievers y se extendió gracias a cambios como la germinación germánica occidental, lo cual afectó verbos de raíces cortas pero no de raíces largas. Las lenguas germánicas occidentales tenían una tercera clase que consistía en verbos de raíces cortas que terminaban en -r- (por ejemplo, los verbos de inglés antiguo erian "arar," nerian "ahorrar," y styrian "revolver"), por la germinación germánica occidental y subsecuente pérdida de la -j- que no tenía lugar.
La siguiente tabla es un paradigma a través de idiomas de un verbo de raíz corta de la Clase I *gramjaną "enojar" (gótico gramjan, nórdico antiguo gremja, alto alemán antiguo gremmen, sajón antiguo *gremmian, inglés antiguo gremman, frisón antiguo *gremma). Apunte que los verbos de sajón antiguo y frisón antiguo aquí son no confirmados, más probable por el tamaño pequeño de sus corpora respectivos.
|                     | Gótico       | Nórdico antiguo | Alto alemán antiguo   | Sajón antiguo   | Inglés antiguo | Frisón antiguo |
| ------------------- | ------------ | --------------- | --------------------- | --------------- | -------------- | -------------- |
| Infinitivo          | gramjan      | gremja          | gremmen               | gremmian        | gremman        | gremma         |
| Pres. 1 sg.         | gramja       | grem            | gremmu                | gremmiu         | gremme         | gremme         |
| Pres. 2 sg.         | gramjis      | gremr           | gremis(t)             | gremis          | gremes(t)      | gremest        |
| Pres. 3 sg.         | gramjiþ      | gremr           | gremit                | gremid          | gremeþ         | gremeth        |
| Pres. 1 du.         | gramjōs      | —               | —                     | —               | —              | —              |
| Pres. 2 du.         | gramjats     | —               | —                     | —               | —              | —              |
| Pres. 1 pl.         | gramjam      | gremjum         | gremmemēs (-ēn)       | gremmiad        | gremmaþ        | gremmath       |
| Pres. 2 pl.         | gramjiþ      | gremið          | gremmet               | gremmiad        | gremmaþ        | gremmath       |
| Pres. 3 pl.         | gramjand     | gremja          | gremment              | gremmiad        | gremmaþ        | gremmath       |
| Pres. subj. 1 sg.   | gramjáu      | gremja          | gremme                | gremmia (-i.e.) | gremme         | gremme         |
| Pres. subj. 3 sg.   | gramjái      | gremi           | gremme                | gremmia (-i.e.) | gremme         | gremme         |
| Pres. subj. 2 sg.   | gramjáis     | gremir          | gremmēs(t)            | gremmias (-ies) | gremme         | gremme         |
| Pres. subj. 1 du.   | gramjáiwa    | —               | —                     | —               | —              | —              |
| Pres. subj. 2 du.   | gramjáits    | —               | —                     | —               | —              | —              |
| Pres. subj. 1 pl.   | gramjáima    | gremim          | gremmēm (-ēn, -ēmēs)  | gremmian        | gremmen        | gremmen        |
| Pres. subj. 2 pl.   | gramjáiþ     | gremið          | gremmēt               | gremmian        | gremmen        | gremmen        |
| Pres. subj. 3 pl.   | gramjáina    | gremi           | gremmēn               | gremmian        | gremmen        | gremmen        |
| Pasado 1 sg.        | gramida      | gramda          | gremita               | gremida         | gremede        | gremede        |
| Pasado 3 sg.        | gramida      | gramdi          | gremita               | gremida         | gremede        | gremede        |
| Pasado 2 sg.        | gramidēs     | gramdir         | gremitōs(t)           | gremidōs        | gremedes(t)    | gremedest      |
| Pasado 1 du.        | gramidēdu    | —               | —                     | —               | —              | —              |
| Pasado 2 du.        | gramidēduts  | —               | —                     | —               | —              | —              |
| Pasado 1 pl.        | gramidēdum   | grǫmdum         | gremitum (-un, -umēs) | gremidun        | gremedon       | gremedon       |
| Pasado 2 pl.        | gramidēduþ   | grǫmduð         | gremitut              | gremidun        | gremedon       | gremedon       |
| Pasado 3 pl.        | gramidēdun   | grǫmdu          | gremitun              | gremidun        | gremedon       | gremedon       |
| Pasado subj. 1 sg.  | gramidēdjáu  | gremda          | gremiti (-ī)          | gremidi         | gremede        | gremede        |
| Pasado subj. 3 sg.  | gramidēdi    | gremdi          | gremiti (-ī)          | gremidi         | gremede        | gremede        |
| Pasado subj. 2 sg.  | gramidēdeis  | gremdir         | gremitīs(t)           | gremidīs        | gremede        | gremede        |
| Pasado subj. 1 du.  | gramidēdeiwa | —               | —                     | —               | —              | —              |
| Pasado subj. 2 du.  | gramidēdeits | —               | —                     | —               | —              | —              |
| Pasado subj. 1 pl.  | gramidēdeima | gremdim         | gremitīm (-īn, -īmēs) | gremidīn        | gremeden       | gremeden       |
| Pasado subj. 2 pl.  | gramidēdeiþ  | gremdið         | gremitīt              | gremidīn        | gremeden       | gremeden       |
| Pasado subj. 3 pl.  | gramidēdeina | gremdi          | gremitīn              | gremidīn        | gremeden       | gremeden       |
| Imper. 2 sg.        | gramei       | grem            | gremi                 | gremi           | greme          | greme          |
| Imper. 3 sg.        | gramjadáu    | —               | —                     | —               | —              | —              |
| Imper. 2 du.        | gramjats     | —               | —                     | —               | —              | —              |
| Imper. 1 pl.        | gramjam      | gremjum         | gremmemēs (-ēn)       | —               | —              | —              |
| Imper. 2 pl.        | gramjiþ      | gremið          | gremmet               | gremmiad        | gremmaþ        | gremmath       |
| Imper. 3 pl.        | gramjandáu   | —               | —                     | —               | —              | —              |
| Participio presente | gramjands    | gremjandi       | gremmenti             | gremmiand       | gremmende      | gremmand       |
| Participio pasado   | gramiþs      | *gramiðr        | gigremit              | gremid          | gremed         | gremed         |

La siguiente tabla es un paradigma a través idiomas de un verbo de raíz larga de la clase I *hauzijaną "oír" (gótico hausjan, nórdico antiguo heyra, alto alemán antiguo hōren, sajón antiguo hōrian, inglés antiguo hīeran, frisón antiguo hēra)).
|                     | Gótico       | Nórdico antiguo | Alto alemán antiguo | Sajón antiguo | Inglés antiguo | Frisón antiguo |  |
| ------------------- | ------------ | --------------- | ------------------- | ------------- | -------------- | -------------- |  |
| Infinitivo          | hausjan      | heyra           | hōren               | hōrian        | hīeran         | hēra           |  |
| Pres. 1 sg.         | hausja       | heyri           | hōru                | hōriu         | hīere          | hēre           |  |
| Pres. 2 sg.         | hauseis      | heyrir          | hōris(t)            | hōris         | hīer(e)s(t)    | hēr(i)st       |  |
| Pres. 3 sg.         | hauseiþ      | heyrir          | hōrit               | hōrid         | hīer(e)þ       | hēr(i)th       |  |
| Pres. 1 du.         | hausjōs      | —               | —                   | —             | —              | —              |  |
| Pres. 2 du.         | hausjats     | —               | —                   | —             | —              | —              |  |
| Pres. 1 pl.         | hausjam      | heyrum          | hōremēs (-ēn)       | hōriad        | hīeraþ         | hērath         |  |
| Pres. 2 pl.         | hauseiþ      | heyrið          | hōret               | hōriad        | hīeraþ         | hērath         |  |
| Pres. 3 pl.         | hausjand     | heyra           | hōrent              | hōriad        | hīeraþ         | hērath         |  |
| Pres. subj. 1 sg.   | hausjáu      | heyra           | hōre                | hōria (-i.e.) | hīere          | hēri (-e)      |  |
| Pres. subj. 3 sg.   | hausjái      | heyri           | hōre                | hōria (-i.e.) | hīere          | hēri (-e)      |  |
| Pres. subj. 2 sg.   | hausjáis     | heyrir          | hōrēs(t)            | hōrias (-ies) | hīere          | hēri (-e)      |  |
| Pres. subj. 1 du.   | hausjáiwa    | —               | —                   | —             | —              | —              |  |
| Pres. subj. 2 du.   | hausjáits    | —               | —                   | —             | —              | —              |  |
| Pres. subj. 1 pl.   | hausjáima    | heyrim          | hōrēm (-ēn, -ēmēs)  | hōrian        | hīeren         | hēri (-e)      |  |
| Pres. subj. 2 pl.   | hausjáiþ     | heyrið          | hōrēt               | hōrian        | hīeren         | hēri (-e)      |  |
| Pres. subj. 3 pl.   | hausjáina    | heyri           | hōrēn               | hōrian        | hīeren         | hēri (-e)      |  |
| Pasado 1 sg.        | hausida      | heyrða          | hōrta               | hōrda         | hīerde         | hērde          |  |
| Pasado 3 sg.        | hausida      | heyrði          | hōrta               | hōrda         | hīerde         | hērde          |  |
| Pasado 2 sg.        | hausidēs     | heyrðir         | hōrtōs(t)           | hōrdōs        | hiērdes(t)     | hērdest        |  |
| Pasado 1 du.        | hausidēdu    | —               | —                   | —             | —              | —              |  |
| Pasado 2 du.        | hausidēduts  | —               | —                   | —             | —              | —              |  |
| Pasado 1 pl.        | hausidēdum   | heyrðum         | hōrtum (-un, -umēs) | hōrdun        | hīerdon        | hērdon         |  |
| Pasado 2 pl.        | hausidēduþ   | heyrðuð         | hōrtut              | hōrdun        | hīerdon        | hērdon         |  |
| Pasado 3 pl.        | hausidēdun   | heyrðu          | hōrtun              | hōrdun        | hīerdon        | hērdon         |  |
| Pasado subj. 1 sg.  | hausidēdjáu  | heyrða          | hōrti (-ī)          | hōrdi         | hīerde         | hērde          |  |
| Pasado subj. 3 sg.  | hausidēdi    | heyrði          | hōrti (-ī)          | hōrdi         | hīerde         | hērde          |  |
| Pasado subj. 2 sg.  | hausidēdeis  | heyrðir         | hōrtīs(t)           | hōrdīs        | hīerde         | hērde          |  |
| Pasado subj. 1 du.  | hausidēdeiwa | —               | —                   | —             | —              | —              |  |
| Pasado subj. 2 du.  | hausidēdeits | —               | —                   | —             | —              | —              |  |
| Pasado subj. 1 pl.  | hausidēdeima | heyrðim         | hōrtīm (-īn, -īmēs) | hōrdīn        | hīerden        | hērde          |  |
| Pasado subj. 2 pl.  | hausidēdeiþ  | heyrðið         | hōrtīt              | hōrdīn        | hīerden        | hērde          |  |
| Pasado subj. 3 pl.  | hausidēdeina | heyrði          | hōrtīn              | hōrdīn        | hīerden        | hērde          |  |
| Imper. 2 sg.        | hausei       | heyr            | hōri                | hōri          | hīer           | hēre           |  |
| Imper. 3 sg.        | hausjadáu    | —               | —                   | —             | —              | —              |  |
| Imper. 2 du.        | hausjats     | —               | —                   | —             | —              | —              |  |
| Imper. 1 pl.        | hausjam      | heyrum          | hōremēs (-ēn)       | —             | —              | —              |  |
| Imper. 2 pl.        | hauseiþ      | heyrið          | hōret               | hōriad        | hīeraþ         | hērath         |  |
| Imper. 3 pl.        | hausjandáu   | —               | —                   | —             | —              | —              |  |
| Participio presente | hausjands    | heyrandi        | hōrenti             | hōriand       | hīerende       | hērand         |  |
| Participio pasado   | hausiþs      | heyrðr          | gihōrit             | hōrid         | hīered         | hēred          |  |

#### Verbos de Clase II
Se formaban los verbos de Clase II con el sufijo -ō-. En las lenguas germánicas occidentales del norte, era un sufijo extendido alternativo, -ōja- que a veces aparecía en las formas no pasadas, por ejemplo en el infinitivo de inglés antiguo -ian < *-ōjan.
La siguiente tabla es un paradigma a través idiomas de *laþōną "intivar" (gótico laþōn, nórdico antiguo laða, alto alemán antiguo ladōn, lathōn, sajón antiguo lathian [-ōjan], ladian (-ōjan), inglés antiguo laþian, frisón antiguo lathia).
|                     | Gótico      | Nórdico antiguo | Alto alemán antiguo                         | Sajón antiguo                     | Inglés antiguo | Frisón antiguo |
| ------------------- | ----------- | --------------- | ------------------------------------------- | --------------------------------- | -------------- | -------------- |
| Infinitivo          | laþōn       | laða            | ladōn, lathōn                               | lathian (-ōjan), ladian (-ōjan)   | laþian         | lathia         |
| Pres. 1 sg.         | laþō        | laða            | ladōm (-ōn), lathōm (-ōn)                   | lathōn, ladōn                     | laþie          | lathie         |
| Pres. 2 sg.         | laþōs       | laðar           | ladōs(t), lathōs(t)                         | lathōs, ladōs                     | laþast         | lathast (-est) |
| Pres. 3 sg.         | laþōþ       | laðar           | ladōt, lathōt                               | lathōd, ladōd                     | laþaþ          | lathath        |
| Pres. 1 du.         | laþōs       | —               | —                                           | —                                 | —              | —              |
| Pres. 2 du.         | laþōts      | —               | —                                           | —                                 | —              | —              |
| Pres. 1 pl.         | laþōm       | lǫðum           | ladōmēs (-ōn), lathōmēs (-ōn)               | lathōd (-ōjad), ladōd (-ōjad)     | laþiaþ         | lathiath       |
| Pres. 2 pl.         | laþōþ       | laðið           | ladōt, lathōt                               | lathōd (-ōjad), ladōd (-ōjad)     | laþiaþ         | lathiath       |
| Pres. 3 pl.         | laþōnd      | laða            | ladōnt, lathōnt                             | lathōd (-ōjad), ladōd (-ōjad)     | laþiaþ         | lathiath       |
| Pres. subj. 1 sg.   | laþō        | laða            | lado, latho                                 | lathō (-ōja), ladō (-ōja)         | laþie          | lathie         |
| Pres. subj. 3 sg.   | laþō        | laði            | lado, latho                                 | lathō (-ōja), ladō (-ōja)         | laþie          | lathie         |
| Pres. subj. 2 sg.   | laþōs       | laðir           | ladōs(t), lathōs(t)                         | lathōs (-ōjes), ladōs (-ōjes)     | laþie          | lathie         |
| Pres. subj. 1 du.   | laþōwa      | —               | —                                           | —                                 | —              | —              |
| Pres. subj. 2 du.   | laþōts      | —               | —                                           | —                                 | —              | —              |
| Pres. subj. 1 pl.   | laþōma      | laðim           | ladōm (-ōn, -ōmēs), lathōm (-ōn, -ōmēs)     | lathōn, ladōn                     | laþien         | lathie         |
| Pres. subj. 2 pl.   | laþōþ       | laðið           | ladōt, lathōt                               | lathōn, ladōn                     | laþien         | lathie         |
| Pres. subj. 3 pl.   | laþōna      | laði            | ladōn, lathōn                               | lathōn, ladōn                     | laþien         | lathie         |
| Pasado 1 sg.        | laþōda      | laðaða          | ladōta, lathōta                             | lathōda, ladōda                   | laþode         | lathade        |
| Pasado 3 sg.        | laþōda      | laðaði          | ladōta, lathōta                             | lathōda, ladōda                   | laþode         | lathade        |
| Pasado 2 sg.        | laþōdēs     | laðaðir         | ladōtōs(t), lathōtōs(t)                     | lathōdōs, ladōdōs                 | laþodest       | *lathadest     |
| Pasado 1 du.        | laþōdēdu    | —               | —                                           | —                                 | —              | —              |
| Pasado 2 du.        | laþōdēduts  | —               | —                                           | —                                 | —              | —              |
| Pasado 1 pl.        | laþōdēdum   | lǫðuðum         | ladōtum (-un, -umēs), lathōtum (-un, -umēs) | lathōdun, ladōdun                 | laþodon        | lathadon       |
| Pasado 2 pl.        | laþōdēduþ   | lǫðuðuð         | ladōtut, lathōtut                           | lathōdun, ladōdun                 | laþodon        | lathadon       |
| Pasado 3 pl.        | laþōdēdun   | lǫðuðu          | ladōtun, lathōtun                           | lathōdun, ladōdun                 | laþodon        | lathadon       |
| Pasado subj. 1 sg.  | laþōdēdjáu  | laðaða          | ladōti (-ī), lathōti (-ī)                   | lathōda, ladōda                   | laþode         | *lathade       |
| Pasado subj. 3 sg.  | laþōdēdi    | laðaði          | ladōti (-ī), lathōti (-ī)                   | lathōda, ladōda                   | laþode         | *lathade       |
| Pasado subj. 2 sg.  | laþōdēdeis  | laðaðir         | ladōtīs(t), lathōtīs(t)                     | lathōdōs, ladōdōs                 | laþode         | *lathade       |
| Pasado subj. 1 du.  | laþōdēdeiwa | —               | —                                           | —                                 | —              | —              |
| Pasado subj. 2du.   | laþōdēdeits | —               | —                                           | —                                 | —              | —              |
| Pasado subj. 1 pl.  | laþōdēdeima | laðaðim         | ladōtīm (-īn, -īmēs), lathōtīm (-īn, -īmēs) | lathōdun, ladōdun                 | laþoden        | lathade        |
| Pasado subj. 2 pl.  | laþōdēdeiþ  | laðaðið         | ladōtīt, lathōtīt                           | lathōdun, ladōdun                 | laþoden        | lathade        |
| Pasado subj. 3 pl.  | laþōdēdeina | laðaði          | ladōtīn, lathōtīn                           | lathōdun, ladōdun                 | laþoden        | lathade        |
| Imper. 2 sg.        | laþō        | laða            | lado, latho                                 | lathō, ladō                       | laþa           | *latha         |
| Imper. 3 sg.        | laþōdáu     | —               | —                                           | —                                 | —              | —              |
| Imper. 2 du.        | laþōts      | —               | —                                           | —                                 | —              | —              |
| Imper. 1 pl.        | laþōm       | lǫðum           | ladōmēs (-ōn), lathōmēs (-ōn)               | —                                 | —              | —              |
| Imper. 2 pl.        | laþōþ       | laðið           | ladōt, lathōt                               | lathōd, ladōd                     | laþiaþ         | *lathiath      |
| Imper. 3 pl.        | laþōndáu    | —               | —                                           | —                                 | —              | —              |
| Participio presente | laþōnds     | laðandi         | ladōnti, lathōnti                           | lathōnd (-ōjand), ladōnd (-ōjand) | laþiende       | lath(i)ande    |
| Participio pasado   | laþōþs      | laðaðr          | ladōt, lathōt                               | lathōd, ladōd                     | laþod          | lathad         |

#### Verbos de Clase III
Lo que se conoce como la "Clase III" es en realidad dos clases distintas en protogermánico.
- Una clase de verbos con semánticas de estado (es decir, que denota un estado de cambio de una acción), formados con un sufijo presente *-ai- o *-ja-, y ningún sufijo en el pretérito.
- Una clase de verbos con semántica causativa (es decir, con el significado hacer X en que X es un adjetivo o sustantivo, por ejemplo renovar o esclavizar), formados con un sufijo *-ai- o *-ā-, y un sufijo *-a- en el pretérito.

Las historias de esta clase en las varias lenguas germánicas varían mucho:
- El alto alemán antiguo combinó las dos formas en una clase y generalizó *-ai- (que aparecía como -ē- por cambios regulares de sonido) a todas las formas del presente y pretérito.
- El gótico combinó las dos formas en una clase, manteniendo la alternancia *-ai-/-ā- en los sonidos fricativos en el presente, generalizando la alternancia a los verbos de estado también, y tomando prestado*-ai- como el sufijo del pretérito.
- El nórdico antiguo, casi en su totalidad, combinó las dos formas en una sola clase de la misma manera que el gótico. Sin embargo, dos verbos reliquia de estado (segja “decir” y þegja “callar”) preservan los sufijos de estado en las formas del presente y del pretérito, y un tercer verbo (hafa “tener”) es una mezcla de los dos, con sufijos factitivos en el presente indicativo plural y los sufijos imperativos y de estado en las formas del presente indicativo singular y del participio pasado (en otro sitio, las dos formas han combinado).
- Las otras lenguas (es decir, lenguas norteñas) germánicas occidentales tienen solo un número reducido de verbos de la Clase III, pero siguen consistentemente el paradigma de estado, a diferencia de las tres lenguas anteriores.

Un ejemplo es el verbo de estado reconstruido como la palabra protogermánica *habjaną “tener,” con la forma del pasado indicativo, tercera persona singular de habdē: 
- Inglés antiguo hebban < *habjan, pretérito tercera persona singular: hæfde — derivado completamente de cambios regulares de sonido.
- Alto alemán antiguo habēn, pretérito tercera persona singular: habēta — derivado de la difusión análoga del sufijo -ē-.
- Gótico haban, pretérito tercera persona singular: habáida — derivado de varios cambios analógicos.
- Nórdico antiguo hafa, pretérito tercera persona singular: hafði — parcialmente regular, parcialmente analógico.

Solo cuatro verbos de estado sobreviven como verbos de la Clase III en las lenguas germánicas occidentales del norte (es decir, el inglés antiguo, el sajón antiguo, el frisón antiguo, y el neerlandés antiguo):
- *sagjaną "decir"
- *libjaną "vivir"
- *habjaną "tener"
- *hugjaną "pensar"

Sin embargo, hay cinco verbos más que aparecen como verbos de la Clase III en el alto alemán antiguo, el gótico, y/o el nórdico antiguo que también tienen remanentes de la conjugación del estado en una o más de las lenguas germánicas occidentales del norte:
- *þagjaną "callar"
- *siljaną "callar"
- *þuljaną "perdurar" (normalmente de la Clase II þolian en el inglés antiguo pero compare el infinitivo arcaico umlautado -þoelġe; Clase III en el nórdico antiguo þola)
- *fijaną "odiar"
- *hatjaną "odiar" (normalmente de la Clase II hatian en el inglés antiguo, pero compare el participio presente normalizado y umlautado hettend "enemigo;" Clase III en gótico hatan)

#### Verbos de Clase IV
Se formaron los verbos de la Clase IV con el sufijo -nan, por ejemplo en la palabra gótica fullnan "llenarse." La forma presente se conjugó como un verbo fuerte, por ejemplo en gótico como fullna, fullnis, fullniþ, etcétera. La forma del pasado se conjugó con el sufijo -nō- como en fullnōda, fullnōdēs del gótico. Esta clase desapareció en otras lenguas germánicas; no obstante una cantidad significativa de verbos cognados aparece como verbos de la Clase II en el nórdico antiguo y como verbos de la Clase III en alto alemán antiguo. Esta clase tiene semánticas dinámicas, es decir, volverse X dónde X es un adjetivo o un participio pasado de un verbo. 
Algunos ejemplos de verbos deadjetivales de la Clase IV en gótico son: 
- ga-blindnan "cegarse" (blinds "ciego")
- ga-háilnan "completar" (háils "completo")

Algunos ejemplos de verbos deverbales de la Clase IV en gótico son:
- fra-lusnan "perecer" (fra-liusan "destrozar")
- ga-þaúrsnan "secarse" (ga-þaírsan "marchitarse")
- mikilnan "magnificar" (mikiljan "magnificar")
- us-háuhnan "ser exaltado" (us-háuhjan "exaltar")

Note que los últimos dos son deverbales aunque la raíz subyacente sea deadjetival porque están formados de otros verbos, lo que a su vez están formados de adjetivos). La gran mayoría de los verbos de la Clase IV parecen deverbales. Los verbos de la Clase IV derivados de verbos fuertes adoptan el ablaut del participio pasado, por ejemplo:
- dis-skritnan "ser rasgado" (Clase I dis-skreitan "rasgar")
- us-gutnan "ser vertido" (Clase II giutan "verter")
- and-bundnan "ser desatado" (Clase III and-bindan "desatar")
- dis-taúrnan "ser despedazado" (Clase IV dis-taíran "despedazar")
- ufar-hafnan "ser exaltado" (Clase VI ufar-hafjan "exaltar")
- bi-auknan "abundar" (Clase VII bi-aukan "aumentar")

## Lenguas modernas
En las lenguas modernas, las clases diferentes han sido niveladas en una sola clase productiva. El islandés, el noruego, y el frisón han retenido dos clases productivas de verbos débiles. (En el frisón, además de la case con -de, hay una clase de verbos de -je en la que el sufijo dental ha desaparecido , es decir -je < -iad.) El alemán de Suiza también tiene dos clases de verbos débiles, descendidos de las Clases I, II, y III, respectivamente, de los verbos débiles de alto alemán antiguo. Son marcados con -t y -et, respectivamente, en el participio pasado. 
En la historia del inglés, los siguientes cambios ocurrieron:
1. La mayoría de los verbos de Clase III se reclasificaron a Clase II antes del periodo histórico del inglés antiguo.
2. Los cuatro verbos restantes de la Clase III se reclasificaron a Clase I o II más tarde en el inglés antiguo.
3. A través del periodo del inglés medio, los verbos de Clase I paulatinamente se reclasificaron a Clase II.

En el inglés moderno, solo permanece un paradigma débil productivo, derivado de Clase II. Unos verbos de la Clase I persisten, por ejemplo:
- De la subclase (i) de inglés antiguo: bring (brought)
- De la subclase (ii) de inglés antiguo o analógicamente: buy (bought); catch (caught); seek (sought); sell (sold); teach (taught); tell (told); think (thought); work (wrought) (obsoleto)
- De la subclass (iii) de inglés antiguo o analógicamente: bend (bent); bet (bet); breed (bred); build (built); cast (cast); cost (cost); creep (crept); cut (cut); deal (dealt); dream (dreamt); feed (fed); flee (fled); hear (heard); hit (hit); hurt (hurt); keep (kept); kneel (knelt); knit (knit); lay (laid); lead (led); leap (leapt); leave (left); lend (lent); light (lit); lose (lost); mean (meant); meet (met); put (put); read (read); rend (rent) (obsoleto); send (sent); set (set); shed (shed); shoot (shot); shut (shut); sleep (slept); speed (sped); spend (spent); spill (spilt); split (split); spread (spread); sweep (swept); thrust (thrust); wed (wed); weep (wept); así como otros pocos verbos.
- De verbos de clase III del inglés antiguo: have (had); say (said)

Como esta lista muestra, aunque hay solo una clase productiva de verbos débiles, hay muchos verbos débiles "irregulares" que no siguen el paradigma de esta clase. Además, el paradigma regular en inglés no es unitario, sino que de hecho está dividido en subclases en las dos, el idioma escrito y el idioma hablado, aunque en formas distintas. 
- En el idioma escrito, antes del sufijo del pretérito -ed, los verbos de raíz corta duplican su consonante final (por ejemplo, dip tiene la forma pretérita de dipped), mientras que una ⟨-y⟩ después de una consonante se convierte en ⟨-i-⟩ (por ejemplo, carry cambia a carried).
- En el idioma hablado, el sufijo pretérito de -ed se pronuncia diversamente  /t/,  /d/, o  /ɪd/,  /əd/ dependiendo de la consonante precedente.

Ambas características ocurren en una forma similar en todas las lenguas germánicas modernas. En alemán, por ejemplo, los descendientes de la subclase (ii) original de Clase I ya son irregulares (por ejemplo denken [dachte] "pensar," brennen [brannte] "quemar"), y subclases del paradigma productivo de verbo se consisten de verbos que terminan en -eln o -ern y en -ten o -den, entre otros.

## Verbos débiles y fuertes
Se pueden contrastar los verbos débiles con los verbos fuertes, que hacen sus formas pasadas por medio del ablaut (gradación de vocales, como sing (canto) – sang (canté) – sung (cantado) en inglés). La mayoría de verbos en la etapa temprana de las lenguas germánicas eran fuertes. Sin embargo, dado que el sistema de ablaut ya no es productivo, excepto en casos raros de analogía, casi todos los verbos nuevos en lenguas germánicas son débiles y la mayoría de los verbos fuertes originales se han convertido en verbos débiles por analogía.

### Transformaciones de fuerte a débil
Como un ejemplo del proceso bastante común de verbos que eran originalmente fuertes y se convirtieron en verbos débiles por regularización analógica, se puede considerar el desarrollo del verbo fuerte scūfan del inglés antiguo al verbo de inglés moderno, shove.
- scūfan – scēaf – scofen (Clase II de verbos fuertes)
- shove – shoved – shoved

Cientos de verbos débiles en inglés contemporáneo se remontan a los verbos fuertes del inglés antiguo.
En algunos casos, un verbo se ha convertido en un verbo débil en el pretérito pero no en su participio. Se puede considerar "semifuerte" (no es un tecnicismo). El neerlandés tiene algunos ejemplos:
- wassen – waste – gewassen ("lavar")
- lachen – lachte –gelachen ("reír")

Un ejemplo del inglés es: sow – sowed – sown (Clase VII de verbos fuertes con un pretérito débil)
A menudo, el viejo participio fuerte puede sobrevivir como un adjetivo mucho después de haber sido reemplazado con una forma débil en construcciones verbales. El adjetivo inglés molten (fundido) es un viejo participio fuerte de melt (fundir), lo cual es ahora puramente un verbo débil con el participio melted. El participio gebacken del verbo alemán backen (hornear), se está reemplazando gradualmente por gebackt, pero el adjetivo es siempre gebacken (horneado).

### Transformaciones de débil a fuerte
El proceso invertido es muy raro y también puede ser parcial, produciendo verbos "semifuertes:" show (mostrar) – showed – shown (originalmente un verbo débil con un participio moldeado con base en sown).
Los verbos débiles que desarrollan formas fuertes son a menudo inestables. Un ejemplo típico es fragen (preguntar) del alemán, el cual es históricamente y actualmente un verbo débil. Aunque por un periodo en el siglo XVIII, las formas fragen – frug – gefragen, por analogía con tragen (llevar) – trug – getragen, por ejemplo, se consideraban aceptables. Sobreviven hoy (junto con la forma presente frägt) en el dialecto regional de Renania y otros dialectos subyacentes. En neerlandés, la forma nueva del pretérito fuerte vragen es común hoy, pero su participio pasado es la forma débil gevraagd (aunque algunos dialectos tienen gevrogen).

## Origines
La conjugación débil de verbos es una innovación de la lengua proto germánica (a diferencia de los verbos fuertes más viejos, los cuales están basados en protoindoeuropeo). Mientras que los verbos primarios (los heredados del protoindoeuropeo) ya tenían una forma perfecta basada en el ablaut, lo cual formaba la base del pretérito fuerte de la proto germánica, los verbos secundarios (derivados de otras formas después de la fractura del protoindoeuropeo) tenían que formar un pretérito de otro modo, que necesitaba la creación de la conjugación débil. 

### Derivación denominativo
La gran mayoría de los verbos débiles son secundarios, o derivados. Los tipos principales de verbos derivados eran denominativo y de deverbativo. Un verbo denominativo ha sido creado de un sustantivo. En indoeuropeo y germánico temprano se formaba el denominativo al añadir el sufijo ablautado con una vocal temática, *-yé⁄ó, a un sustantivo o adjetivo. Este proceso creó verbos como el gótico namnjan "nombrar."

### Verbos causativos
Una subclase significativa de la Clase I de verbos débiles son (deverbales) verbos causativos. Se forman por un método que refleja una herencia directa de la clase de verbos causativos del protoindoeuropeo. Se formaban los causativos del protoindoeuropeo al añadir un afijo acentuado -éy- al grado O de un verbo no derivado. En protogermánico, se formaban los verbos causativos al añadir el sufijo -j/ij- (el reflejo del protoindoeuropeo -éy-) al ablaut pretérito (normalmente con el reflejo del grado O del protoindoeuropeo) de un verbo fuerte (el reflejo de verbos no derivados del protoindoeuropeo) con la vocalización de la ley de Verner aplicada (el reflejo de la acentuación protoindoeuropea en el sufijo -éy-):
- *bītaną (I) "morder" > *baitijaną "embridar, enyugar, refrenar," esto es "provocar morder"
- *rīsaną (I) "levantar" > *raizijaną "levantar," esto es "provocar levantar"
- *beuganą (II) "curvar" > *baugijaną "curvar (transitivo)"
- *brinnaną (III) "quemar" > *brannijaną "quemar (transitivo)"
- *frawerþaną (III) "perecer" > *frawardijaną "destruir," esto es "provocar perecer"
- *nesaną (V) "sobrevivir" > *nazjaną ""salvar," esto es "provocar sobrevivir"
- *ligjaną (V) "recostarse" > *lagjaną "recostarse," esto es "provocar recostarse"
- *sitjaną (V) "sentarse" > *satjaną "poner, sentarse," esto es "provocar sentarse"
- *faraną (VI) "viajar, ir" > *fōrijaną "llevar," esto es "provocar ir"
- *faraną (VI) "viajar, ir" > *farjaną "llevar," esto es "provocar viajar" (una ocasión arcaica del ablaut grado O usado a pesar del ablaut pretérito diferente)
- *grētaną (VII) "llorar" > *grōtijaną "provocar llorar"
- *lais (I, preterite-present) "él/ella sabe" > *laizijaną "to teach," i.e., "enseñar," esto es "provocar saber"

En esencia, todos los verbos formados así eran conjugados como verbos débiles de la Clase I.
Ese método de formar verbos causativos ya no es productivo en las lenguas germánicas modernas, pero quedan muchas reliquias. Por ejemplo:
- El verbo fuerte original fall, fall, fallen (caigo, caí, caído) tiene un verbo débil relacionado, fell fell felled, que significa provocar que un árbol caiga.
- Los verbos fuertes sit, sat, sat y lie, lay, lain combinan con los débiles set, set, set y lay, laid, laid que significan "provocar a alguien o a algo sentarse" o "provocar poner," respectivamente

En algunos casos, desarrollos fonológicos o semánticos causan dificultades en reconocer parejas. Por ejemplo, rear es el desarrollo fonético regular de la palabra protogermánica *raizijaną incluida en la lista anterior, pero la conexión entre rise y rear ya no es obvia. (Se puede adivinar que el homólogo de rise sería raise, pero es una apropiación del nórdico antiguo, *raizijaną permanece regularmente.) Por otro ejemplo, drench (empapar) era originalmente la forma causativa de drink (beber), pero la significación moderna de drench (provocar mojar) ya no es similar a provocar beber. De manera similar, el verbo fuerte leiden litt gelitten ("sufrir") del alemán tiene un verbo débil derivado, leiten (dirigir), lo cual tiene sentido cuando uno se da cuenta de que leiden significaba originalmente "andar, ir" y llevó a su significación actual por el concepto de "experimentar" sufrimiento.

### Otros tipos
Existen verbos primarios que se remontan al protoindoeuropeo que tomaban una conjugación débil porque no podían tomar una forma perfecta, incluyendo verbos que tenían grado cero de ablaut en la raíz presente. Por ende, no podían mostrar la distinción ablaut que es necesaria para un pretérito fuerte. Ese fue el caso de los verbos débiles waurkjan 'trabajar, elaborar,' bugjan 'comprar,' y sokjan 'buscar' (formas góticas).
Los verbos pretéritos-presentes son verbos primarios donde se perdió la forma presente del indoeuropeo y se le dio un significado presente. Necesitaron un pretérito nuevo que siguiera el patrón débil.
La mayoría de apropiaciones de otros idiomas al germánico fue débil. Sin embargo, no fue siempre el caso. Por ejemplo, *skrībaną ‘escribir’ vino de la forma latina scrībō.

### El origen del sufijo dental
El origen del sufijo dental es incierto. Tal vez la teoría más común sea que evolucionó de una perífrasis con el verbo hacer: 
- germánico *lubō-dē- ("amar-hizo") > *lubōdē- > inglés antiguo lufode > amado
- *salbō-dē- ("apaciguar-hizo," es decir, "poner ungüento") > *salbōdē- > inglés antiguo. sealfode > apaciguó.

Eso sería análogo al modo en que en el inglés moderno se puede formar un pretérito enfático con did (hizo): I did love (sí, amé), I did salve (sí, apacigué).
La raíz común protoindoeuropea, *dʰeh₁- que significa 'hacer' era una raíz aorista y por eso no tomó una forma perfecta. No obstante, tomó un presente reduplicativo. Es probable que el imperfecto de la raíz sea el origen del sufijo dental.
| Origen del sufijo dental en perífrasis | Imperfecto protoindoeuropeo de "hacer" | Imperfecto protogermánico de "hacer" | Terminación del pretérito débil en gótico |
| -------------------------------------- | -------------------------------------- | ------------------------------------ | ----------------------------------------- |
| Singular                               | *dʰe-dʰéh₁-m                           | *dedǭ                                | -da                                       |
| Singular                               | *dʰe-dʰéh₁-s                           | *dedēz                               | -des                                      |
| Singular                               | *dʰe-dʰéh₁-t                           | *dedē                                | -da                                       |
| Plural                                 | *dʰe-dʰh₁-m̥é                           | *dēdum                               | -dēdum                                    |
| Plural                                 | *dʰe-dʰh₁-té                           | *dédd → *dēdud (by analogy)          | -dēduþ                                    |
| Plural                                 | *dʰe-dʰh₁-n̥t                           | *dēdun                               | -dēdun                                    |

Esta perspectiva no está exenta de objeciones:
- El germánico tiene una -ē- larga en el plural, lo que no puede reflejar directamente la situación protoindoeuropea.
- La reduplicación solo existe en el gótico en plural, no singular.

A veces se responde a estas objeciones así:
- Pudieron haber sido remodelados según casos como gēbun, es decir *gegbun > gēbun: *dedun > dēdun.
- La reduplicación en la forma plural se puede explicar más fácilmente gracias a la haplología en protogermánico (*dede- reducido a *de-) en el singular, con un desarrollo tardío de haplología para el plural en las lenguas germánicas no occidentales.

Otra teoría es que vino de una terminación de participio pasado, un *-daz final del protoindoeuropeo *-tos (compare amatus del latín), con terminaciones personales añadidas más tardíamente. Esa teoría, sin embargo, también es disputada debido a su incapacidad para explicar todos los hechos. 
Según Hill (2010), las terminaciones, que en el singular no muestran la reduplicación en ninguna lengua germánica, retienen el subjuntivo protoindoeuropeo de la raíz aorista.

## Otros significados
Jacob Grimm acuñó originalmente el término verbo débil, lo que solo aplicó a la filología germánica. No obstante, se usa a veces este término a otros grupos de idiomas para designar fenómenos que no son exactamente análogos. Por ejemplo, a los verbos irregulares hebreos se les llama a veces débiles porque uno de sus radicales es débil.